# Toby Stevenson (Stabhochspringer)
Toby Stevenson (* 19. November 1976 in Odessa, Texas) ist ein ehemaliger US-amerikanischer Stabhochspringer.
Der Student der Stanford-Universität wurde unter anderem dadurch bekannt, dass er immer mit einem Sprunghelm springt. Durch herausragende Leistungen fiel er zunächst bei Universitätsmeisterschaften auf und 2002 bei den US-amerikanischen Meisterschaften, wo er mit 5,74 m Vierter wurde. 2003 in Santo Domingo wurde er Panamerikanischer Meister.
2004 war sein erfolgreichstes Jahr. Bei den US-amerikanischen Meisterschaften qualifizierte er sich als Zweiter für die Olympischen Spiele in Athen. Im Vorfeld der Olympiade übersprang er erstmals 6,00 m und war damit besser als der US-amerikanische Meister Timothy Mack, als er nach Athen fuhr. In Athen gewann er schließlich mit 5,90 m die Silbermedaille hinter Timothy Mack, der mit 5,95 m Olympiasieger wurde.
Im Jahr darauf qualifizierte er sich für die Weltmeisterschaften in Helsinki, trat aber verletzungsbedingt nicht an. Bei den Weltmeisterschaften 2009 in Berlin schied er in der Qualifikation aus.
Toby Stevenson ist 1,86 m groß und wog in seiner aktiven Zeit 79 kg.

## Persönliche Bestleistungen
- Stabhochsprung: 6,00 m, 8. Mai 2004, Modesto
  - Halle: 5,81 m, 31. Januar 2004, Seattle